# ラチマー図
ラチマー図とは、元素の標準電極電位の値をまとめたものである。
名称はアメリカの化学者ウェンデル・ミッチェル・ラティマーに由来する。

## 構成

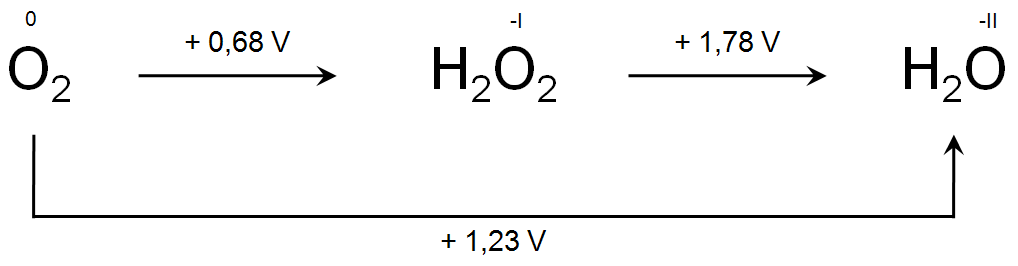
酸素のラチマー図

ラチマー図では、最も酸化数が高い状態を左側に書き、右にいくに従って酸化数が低くなる
（例えば酸素では、 O2 (0), H2O2 (-1), H2O (-2)の順。)
それぞれの状態は矢印で結ばれ、還元反応（半反応）における標準電位の値（ボルト単位）を矢印の上に記す。
例えば、O2 とH2O2 との間の矢印の上に「+0.70」と書いてあれば、還元反応「O2(g) + 2H+ + 2e− ⇄ H2O2(aq)」の標準電極電位の値が+0.70Vであることを示す。

## 応用

### フロスト図
ラチマー図は、元素の標準電極電位を簡潔にまとめたフロスト図を作るのに用いられる。
ΔrGo = -νFEoであるため、電極電位はその還元反応におけるギブズエネルギー変化を表している。
多段階の還元反応(例えばO2 → H2O2、H2O2 → H2O) のギブズエネルギー変化の合計は、ヘスの法則により反応全体(O2 → H2O)のギブズエネルギー変化に一致する。
よって電極電位をギブズエネルギーに変換することによって、ラチマー図で隣りあっていない酸化状態の電極電位を求めることができ、フロスト図を作ることができる。

### 不均化
ラチマー図を用いると、ある状況下で不均化反応が起こるかどうかを判断することができる。
ある状態の右側の電位の値が、左側の電位の値より大きいとき、不均化反応が起こる。